# Dorota Medyńska
Dorota Medyńska (ur. 25 kwietnia 1993) – polska siatkarka, grająca na pozycji libero. Od sezonu 2018/2019 występuje w drużynie KS DevelopRes Rzeszów. Była reprezentantka Polski juniorek oraz kadetek, a obecnie seniorek.
W 2012 roku otrzymała powołanie do szerokiej kadry seniorskiej reprezentacji Polski, prowadzonej przez Alojzego Świderka, a także w 2013 przez Piotra Makowskiego.
Pod koniec czerwca 2013 roku zadebiutowała w kadrze Polski seniorek w spotkaniu przeciwko Kubie podczas turnieju o Puchar Borysa Jelcyna. W sumie wystąpiła w kadrze 19 razy (stan na koniec 2014).

## Sukcesy klubowe
Mistrzostwo Polski:
- 2014
- 2019

## Sukcesy reprezentacyjne
Liga Europejska:
- 2014